# Lijst van voetbalinterlands Bosnië en Herzegovina - Jordanië (vrouwen)
Deze lijst van voetbalinterlands is een overzicht van alle officiële voetbalinterlands tussen de nationale vrouwenteams van Bosnië en Herzegovina en Jordanië. De landen hebben tot nu toe twee keer tegen elkaar gespeeld.

## Wedstrijden
| № | Plaats | Datum           | Competitie        | Wedstrijd                        | Uitslag |
| - | ------ | --------------- | ----------------- | -------------------------------- | ------- |
| 1 | Zenica | 31 juli 2017    | Vriendschappelijk | Bosnië en Herzegovina − Jordanië | 4 − 2   |
| 2 | Zenica | 3 augustus 2017 | Vriendschappelijk | Bosnië en Herzegovina − Jordanië | 2 − 2   |

## Samenvatting
| Competitie        | Totaal gespeeld | Winst Bosnië en Herzegovina | Gelijk | Winst Jordanië | Doelsaldo Bosnië en Herzegovina – Jordanië |
| ----------------- | --------------- | --------------------------- | ------ | -------------- | ------------------------------------------ |
| Vriendschappelijk | 2               | 1                           | 1      | 0              | 6 − 4                                      |
| Totaal            | 2               | 1                           | 1      | 0              | 6 − 4                                      |